# Pupo Román
José René "Pupo" Román Fernández  (zm. 1961) – dominikański generał.

## Życiorys
W okresie w historii Dominikany, kiedy władzę nad nią dzierżył dyktatorski prezydent Rafael Leónidas Trujillo, Roman był mężem jego siostrzenicy i pełnił funkcję "trzeciego człowieka w państwie" (po samym Trujillo i szefie służb bezpieczeństwa SIM Arturo Espaillata). Był ministrem sił zbrojnych bliskim współpracownikiem Trujillo, co nie przeszkodziło mu w 1961 przyjąć zlecenie na zabójstwo Trujillo od amerykańskiego konsula na Dominikanie - Henry'ego Dearborna. Doprowadził do zamordowania Rafaela Trujillo 30 maja 1961, jednak nie potrafił wykorzystać tego do obalenia jego zwolenników. Nie udało mu się ich aresztować łącznie z synami Trujillo takimi jak Ramfis. Ostatecznie spisek zakończył się klęską spiskowców, kiedy Zacarias - szofer Trujillo - przeżył zamach na prezydenta i podał SIM rysopisy zamachowców, zaś Arturo Espaillat powiadomił Romana o śmierci wodza - na widok Arturo Espaillata Roman wszystko wyjawił, obawiając się, że odkrył on intrygę. Plan przekazania rządów juncie cywilno-wojskowej został zniweczony, a rodzina Trujillo przejęła - na krótki jak się później okazało okres - władzę.
Generał Pupo Roman został ukarany za swój udział w spisku śmiercią w torturach nadzorowanych osobiście przez Ramfisa Trujillo. 
Osierocił dzieci Álvaro i José René.